# Francisca Molero i Rodríguez
Francisca Molero i Rodríguez, és una ginecòloga i sexòloga catalana, nascuda a Còrdova, que viu i treballa a Barcelona. Va ser presidenta de la Societat Catalana de Sexologia entre els anys 2006 i 2010. Actualment, des del 2016, és presidenta de la FESS, Federació Espanyola de Societats de Sexologia,Co-directora de l'Institut de Sexologia de Barcelona i co-coordinadora i professora del Màster de Sexologia Clínica de la Facultat de Medicina de la Universitat de Barcelona. És una reconeguda divulgadora en temes de sexualitat, col·laboradora habitual del programa El suplement, de Catalunya Ràdio. És també l'autora del llibre Sexe jove, publicat per Marge Books.